# IC 866
IC 866 је спирална галаксија у сазвјежђу Береникина коса која се налази на листи објеката дубоког неба у Индекс каталогу.
Деклинација објекта је + 20° 41' 29" а ректасцензија 13h 17m 16,7s. Привидна величина (магнитуда) објекта IC 866 износи 14,7 а фотографска магнитуда 15,5. IC 866 је још познат и под ознакама UGC 8354, MCG 4-31-19, CGCG 130-27, IRAS 13148+2057, PGC 46279.